# Little Bollington
Little Bollington is een civil parish in het bestuurlijke gebied Cheshire East, in het Engelse graafschap Cheshire met 170 inwoners.